# Campionati del mondo di duathlon del 2006
I Campionati del mondo di duathlon del 2006 si sono tenuti a Corner Brook, Canada in data 29 luglio 2006.
Tra gli uomini ha vinto l'australiano Leon Griffin, mentre tra le donne ha vinto la britannica Catriona Morrison.
La gara junior ha visto trionfare lo statunitense Steve Duplinsky e la neozelandese Rebecca Spence.
Il titolo di Campione del mondo di duathlon della categoria under 23 è andato al portoghese Sergio Silva. Tra le donne si è aggiudicata il titolo di Campionessa del mondo di duathlon della categoria under 23 la belga Miek Vyncke.

## Risultati

### Élite uomini
| Pos. | Nome               | Paese         | Corsa    | Bici     | Corsa    | Totale   |
| ---- | ------------------ | ------------- | -------- | -------- | -------- | -------- |
|      | Leon Griffin       | Australia     | 00:31:16 | 01:02:43 | 00:16:44 | 01:50:44 |
|      | Jurgen Dereere     | Belgio        | 00:30:59 | 01:04:21 | 00:15:33 | 01:50:54 |
|      | Rob Woestenborghs  | Belgio        | 00:31:03 | 01:04:14 | 00:15:47 | 01:51:05 |
| 4    | David Senn         | Svizzera      | 00:32:28 | 01:01:37 | 00:17:02 | 01:51:07 |
| 5    | Fausto Dotti       | Italia        | 00:31:58 | 01:02:15 | 00:17:11 | 01:51:25 |
| 6    | Sergey Yakovlev    | Russia        | 00:30:59 | 01:04:22 | 00:16:11 | 01:51:34 |
| 7    | Tom Lowe           | Regno Unito   | 00:31:24 | 01:04:04 | 00:16:25 | 01:51:53 |
| 8    | Lino Barruncho     | Portogallo    | 00:31:00 | 01:04:20 | 00:16:41 | 01:52:02 |
| 9    | Stéphane Valenti   | Francia       | 00:31:40 | 01:03:44 | 00:16:41 | 01:52:06 |
| 10   | Javier García      | Spagna        | 00:31:01 | 01:04:17 | 00:16:51 | 01:52:10 |
| 11   | Derek Kite         | Stati Uniti   | 00:30:59 | 01:04:31 | 00:16:43 | 01:52:13 |
| 12   | Anthony Le Duey    | Francia       | 00:31:39 | 01:03:42 | 00:16:53 | 01:52:16 |
| 13   | Benjamin Grenetier | Francia       | 00:31:40 | 01:03:43 | 00:16:55 | 01:52:19 |
| 14   | Enrique Meneses    | Spagna        | 00:31:14 | 01:04:18 | 00:16:50 | 01:52:23 |
| 15   | Andreas Sutz       | Svizzera      | 00:32:19 | 01:03:00 | 00:17:16 | 01:52:36 |
| 16   | David Thompson     | Stati Uniti   | 00:32:10 | 01:03:16 | 00:17:14 | 01:52:41 |
| 17   | Mark Bailey        | Nuova Zelanda | 00:31:13 | 01:04:13 | 00:17:50 | 01:53:17 |
| 18   | Joerie Vansteelant | Belgio        | 00:32:10 | 01:03:14 | 00:18:12 | 01:53:37 |
| 19   | Tom Jeffrey        | Stati Uniti   | 00:32:21 | 01:05:23 | 00:17:43 | 01:55:28 |
| 20   | Alessio Picco      | Italia        | 00:32:21 | 01:07:54 | 00:16:47 | 01:57:03 |
| 21   | Jonathan Post      | Germania      | 00:31:58 | 01:08:22 | 00:17:11 | 01:57:31 |
| 22   | Kairn Stone        | Regno Unito   | 00:31:41 | 01:07:34 | 00:18:23 | 01:57:39 |
| 23   | Marco Galeasso     | Italia        | 00:31:57 | 01:08:22 | 00:17:33 | 01:57:53 |
| 24   | Tadashi Mori       | Giappone      | 00:31:40 | 01:08:44 | 00:17:58 | 01:58:23 |
| 25   | Benito De Torres   | Spagna        | 00:33:41 | 01:07:30 | 00:17:37 | 01:58:49 |
| 26   | Stephan Wenk       | Svizzera      | 00:33:16 | 01:07:40 | 00:18:20 | 01:59:17 |
| 27   | Miquel Capo        | Spagna        | 00:32:35 | 01:08:44 | 00:18:03 | 01:59:22 |
| 28   | Tyler Stanfield    | Stati Uniti   | 00:33:05 | 01:08:10 | 00:18:36 | 01:59:52 |
| 29   | Kodo Hiramatsu     | Giappone      | 00:33:27 | 01:09:56 | 00:18:17 | 02:01:41 |
| 30   | Nakata Takashi     | Giappone      | 00:31:39 | 01:12:06 | 00:19:04 | 02:02:50 |
| 31   | Marc Voit          | Stati Uniti   | 00:35:08 | 01:08:23 | 00:19:52 | 02:03:24 |
| 32   | Kevin Smith        | Canada        | 00:34:01 | 01:12:13 | 00:20:33 | 02:06:47 |
| 33   | Yuya Fukaura       | Giappone      | 00:32:10 | 01:14:02 | 00:21:49 | 02:08:03 |

### Élite donne
| Pos. | Nome              | Paese       | Corsa    | Bici     | Corsa    | Totale   |
| ---- | ----------------- | ----------- | -------- | -------- | -------- | -------- |
|      | Catriona Morrison | Regno Unito | 00:34:52 | 01:10:57 | 00:18:27 | 02:04:18 |
|      | Kirsty Smith      | Canada      | 00:35:03 | 01:13:19 | 00:19:17 | 02:07:40 |
|      | Michelle Lee      | Regno Unito | 00:35:13 | 01:15:30 | 00:18:49 | 02:09:33 |
| 4    | Laura Giordano    | Italia      | 00:35:03 | 01:16:36 | 00:18:49 | 02:10:28 |
| 5    | Helen Lawrence    | Regno Unito | 00:35:03 | 01:16:56 | 00:18:48 | 02:10:49 |
| 6    | Alexandra Louison | Francia     | 00:36:13 | 01:16:50 | 00:18:55 | 02:12:00 |
| 7    | Kathryn Kasischke | Stati Uniti | 00:38:09 | 01:15:05 | 00:19:57 | 02:13:12 |
| 8    | Nicole Vogler     | Canada      | 00:37:55 | 01:15:10 | 00:20:17 | 02:13:23 |
| 9    | Anne Preisig      | Stati Uniti | 00:38:09 | 01:15:09 | 00:20:49 | 02:14:08 |
| 10   | Christine Knight  | Stati Uniti | 00:37:30 | 01:18:27 | 00:19:50 | 02:15:47 |
| 11   | Airi Sawada       | Giappone    | 00:38:21 | 01:16:26 | 00:21:31 | 02:16:19 |
| 12   | Sarah Noble       | Canada      | 00:39:25 | 01:18:41 | 00:21:36 | 02:19:42 |

### Junior uomini
| Pos. | Nome               | Paese         | Totale   |
| ---- | ------------------ | ------------- | -------- |
|      | Steve Duplinsky    | Stati Uniti   | 00:56:40 |
|      | Alistair Brownlee  | Regno Unito   | 00:57:19 |
|      | José Estrangeiro   | Portogallo    | 00:57:36 |
| 4    | Ryan Sissons       | Nuova Zelanda | 00:57:41 |
| 5    | Andrew Woegerer    | Canada        | 00:58:09 |
| 6    | Willie Bell        | Canada        | 00:58:17 |
| 7    | Jairus Streight    | Canada        | 00:58:30 |
| 8    | Petr Soukup        | Rep. Ceca     | 00:58:32 |
| 9    | Aaron Bachman      | Stati Uniti   | 00:58:35 |
| 10   | Andrew Yorke       | Canada        | 00:58:39 |
| 11   | Nick Bax           | Stati Uniti   | 00:58:49 |
| 12   | Blair Peters       | Canada        | 00:59:46 |
| 13   | Richard Murray     | Sudafrica     | 01:00:24 |
| 14   | Brendon Blacklaws  | Nuova Zelanda | 01:00:39 |
| 15   | Brian Bulgaç       | Paesi Bassi   | 01:02:36 |
| 16   | Theo Blignaut      | Sudafrica     | 01:02:42 |
| 17   | Jassiel Rodriguez  | Messico       | 01:04:15 |
| 18   | Chadwick Ruby      | Canada        | 01:04:28 |
| 19   | Tom Francis        | Nuova Zelanda | 01:04:38 |
| 20   | Samuel Dannenbring | Stati Uniti   | 01:05:45 |
| 21   | Scott Buswell      | Nuova Zelanda | 01:08:37 |
| 22   | Adam Alter         | Stati Uniti   | 01:09:58 |
| 23   | Ivan Almekinders   | Stati Uniti   | 01:10:00 |

### Junior donne
| Pos. | Nome                    | Paese         | Totale   |
| ---- | ----------------------- | ------------- | -------- |
|      | Rebecca Spence          | Nuova Zelanda | 01:02:23 |
|      | Kirsten Sweetland       | Canada        | 01:05:34 |
|      | Sarah-Anne Brault       | Canada        | 01:06:34 |
| 4    | Yasmine White           | Stati Uniti   | 01:08:01 |
| 5    | Odri De Klerk           | Sudafrica     | 01:08:47 |
| 6    | Kimberly Volterman      | Canada        | 01:09:19 |
| 7    | Melissa Muller          | Sudafrica     | 01:09:53 |
| 8    | Marianne Hogan          | Canada        | 01:10:00 |
| 9    | Sian Walker             | Nuova Zelanda | 01:10:26 |
| 10   | Brittany Hern           | Canada        | 01:10:57 |
| 11   | Chloe Saint-Arnaud-Watt | Canada        | 01:11:20 |
| 12   | Nicole Treweek          | Nuova Zelanda | 01:14:12 |
| 13   | Courtney Koehl          | Stati Uniti   | 01:15:36 |
| 14   | Ashley Morehead         | Stati Uniti   | 01:19:32 |

### Under 23 uomini
| Pos. | Atleta                  | Paese         | Corsa    | Bici     | Corsa    | Totale   |
| ---- | ----------------------- | ------------- | -------- | -------- | -------- | -------- |
|      | Sergio Silva            | Portogallo    | 00:30:59 | 01:04:32 | 00:30:59 | 01:51:47 |
|      | Bart Aernouts           | Belgio        | 00:16:15 | 01:03:02 | 00:16:15 | 01:52:30 |
|      | Sven Schelling          | Svizzera      | 00:32:20 | 01:03:11 | 00:32:20 | 01:53:07 |
| 4    | Lluis Aguilar           | Spagna        | 00:17:06 | 01:08:38 | 00:17:06 | 01:59:54 |
| 5    | Chris Van Beurden       | Canada        | 00:32:21 | 01:07:27 | 00:32:21 | 01:59:55 |
| 6    | Oliver Mott             | Regno Unito   | 00:17:33 | 01:09:23 | 00:17:33 | 02:00:51 |
| 7    | Atsushi Komuro          | Giappone      | 00:32:39 | 01:08:20 | 00:32:39 | 02:03:16 |
| 8    | Luke Taylor             | Australia     | 00:18:34 | 01:09:48 | 00:18:34 | 02:03:40 |
| 9    | Patrick Nesbitt         | Canada        | 00:33:28 | 01:08:23 | 00:33:28 | 02:04:45 |
| 10   | Charles-Etienne Plourde | Canada        | 00:18:57 | 01:08:22 | 00:18:57 | 02:06:05 |
| 11   | Ryan Giuliano           | Stati Uniti   | 00:33:42 | 01:14:03 | 00:33:42 | 02:06:08 |
| 12   | Grant Burwash           | Canada        | 00:17:45 | 01:12:09 | 00:17:45 | 02:07:22 |
| 13   | Clive Cooper            | Nuova Zelanda | 00:35:02 | 01:13:42 | 00:35:02 | 02:10:44 |
| 14   | Melton Rasimphi         | Sudafrica     | 00:19:54 | 01:15:43 | 00:19:54 | 02:13:53 |

### Under 23 donne
| Pos. | Atleta          | Paese     | Corsa    | Bici     | Corsa    | Totale   |
| ---- | --------------- | --------- | -------- | -------- | -------- | -------- |
|      | Miek Vyncke     | Belgio    | 00:38:39 | 01:14:28 | 00:38:39 | 02:12:30 |
|      | Andrea Horak    | Sudafrica | 00:19:22 | 01:16:17 | 00:19:22 | 02:13:09 |
|      | Catherine Hogan | Canada    | 00:36:51 | 01:19:27 | 00:36:51 | 02:23:09 |